# Ville Kaunisto
Ville Valtteri Kaunisto, född 19 mars 1982 i Åbo, är en finländsk basketspelare och politiker (Samlingspartiet). Han är ledamot av Finlands riksdag sedan 2019.
Kaunisto spelade som junior för Ura Basket och debuterade år 1999 i FM-serien i basket för Piiloset. Den långa basketkarriären avslutade han år 2019 i Korisliiga för Kouvot. Kaunisto blev invald i riksdagen i riksdagsvalet 2019 med 3 717 röster från Sydöstra Finlands valkrets. Han omvaldes i riksdagsvalet 2023 med 7 224 röster från Sydöstra Finlands valkrets.

## Klubbar
- 1999–2001  Piiloset
- 2001–2002  Vilpas
- 2002–2004  Kouvot
- 2004       Aurora Basket Jesi
- 2004–2005  Fribourg Olympic
- 2005       Aurora Basket Jesi
- 2005–2006  CSP Limoges
- 2006–2007  CB Plasencia
- 2007–2008  CB Qalat Cajasol
- 2008       Oviedo CB
- 2008–2009  CB Tarragona
- 2009       BBC Nyon
- 2009–2011  Kouvot
- 2011–2013  ADA Blois Basket
- 2013       Lille MB
- 2013–2019  Kouvot